# Marcin Wartecki
Marcin Wartecki (także Marcin z Warty, żył w II poł. XVI w.) – polski kompozytor i muzyk.
W latach 1564–1565 był śpiewakiem kapeli królewskiej w Krakowie. Polski monogramista oznaczający swoje kompozycje M.W.
Jedyny zachowany jego utwór to 4-głosowy motet (introitus) Nos autem gloriari oportet w transkrypcji organowej. Znajduje się on w Łowickiej tabulaturze organowej z ok. 1580. 